# Jean Frédéric Fritz
Pour les articles homonymes, voir Fritz.
Jean Frédéric Fritz (ou Johann Friderich), baptisé le 18 février 1723 à Strasbourg et mort le 10 février 1780 dans la même ville, est un orfèvre  actif à Strasbourg au XVIIIe siècle.

## Biographie
Issu d'une famille protestante luthérienne, il est le fils de Jean Zacharie Fritz, menuisier à Strasbourg, et de Suzanne Fritschmann.
De 1735 à 1740, il effectue son apprentissage chez Jean Frédéric Imlin (1708-1763). Puis, après son compagnonnage, le tribunal de la corporation de métiers de l’Échasse l'autorise à réaliser sa pièce de maîtrise. Son chef-d’œuvre est validé en 1751 ou en 1752, puisqu’il entre dans la corporation le 29 août 1752 et insculpe cette même année.
En 1758 il épouse Catherine Marguerite Vogt qui dirige l'atelier après son décès en 1780, en utilisant, suivant le règlement, un nouveau poinçon. Des documents d'archives confirment qu'elle occupait déjà un certain rôle dans l’atelier du vivant de son époux.
Le couple a un fils, Jean Geoffroy Fritz (1768-1823), qui devient orfèvre à son tour et prend la succession en 1789.

## Œuvre
Son atelier produit des pièces religieuses comme le ciboire de 1758 et l’ostensoir de 1769 à l’église Saint-Nabor de Lixhausen, mais principalement de l’orfèvrerie civile, en particulier le service de couverts à dessert qu’il exécuta en 1768 et qui appartint à la prestigieuse collection d’argenterie de Jacques Helft, vendue par Christie's à Monaco en 1989.
Le musée des arts décoratifs de Strasbourg détient notamment une cuiller à sucre de 1754, une paire de flambeaux de 1773, une chocolatière de coupe piriforme (vers 1775), un gobelet cylindrique, dit « de chasse », et un gobelet ovale, à quatre côtes pincées sur piédouche, avec la lettre d'année A couronné 1776 (qui servit de trophée agricole en 1781).
Issu de l'atelier, un porte-huilier, de style Louis XVI, est marqué de la lettre d'année A sous casque à panache (=1786).

Jean Frédéric Fritz au musée des Arts décoratifs de Strasbourg.
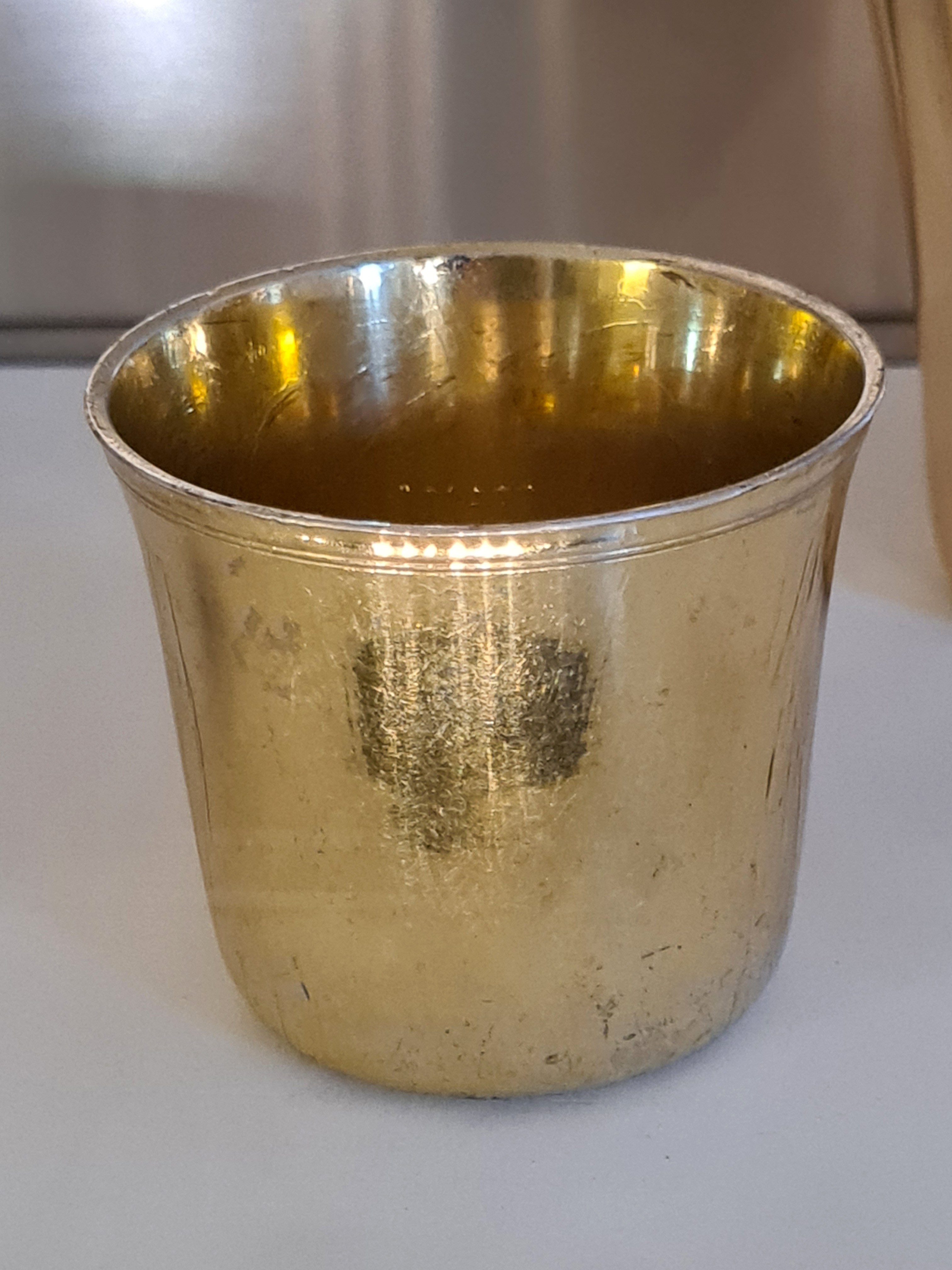
Gobelet en argent doré .
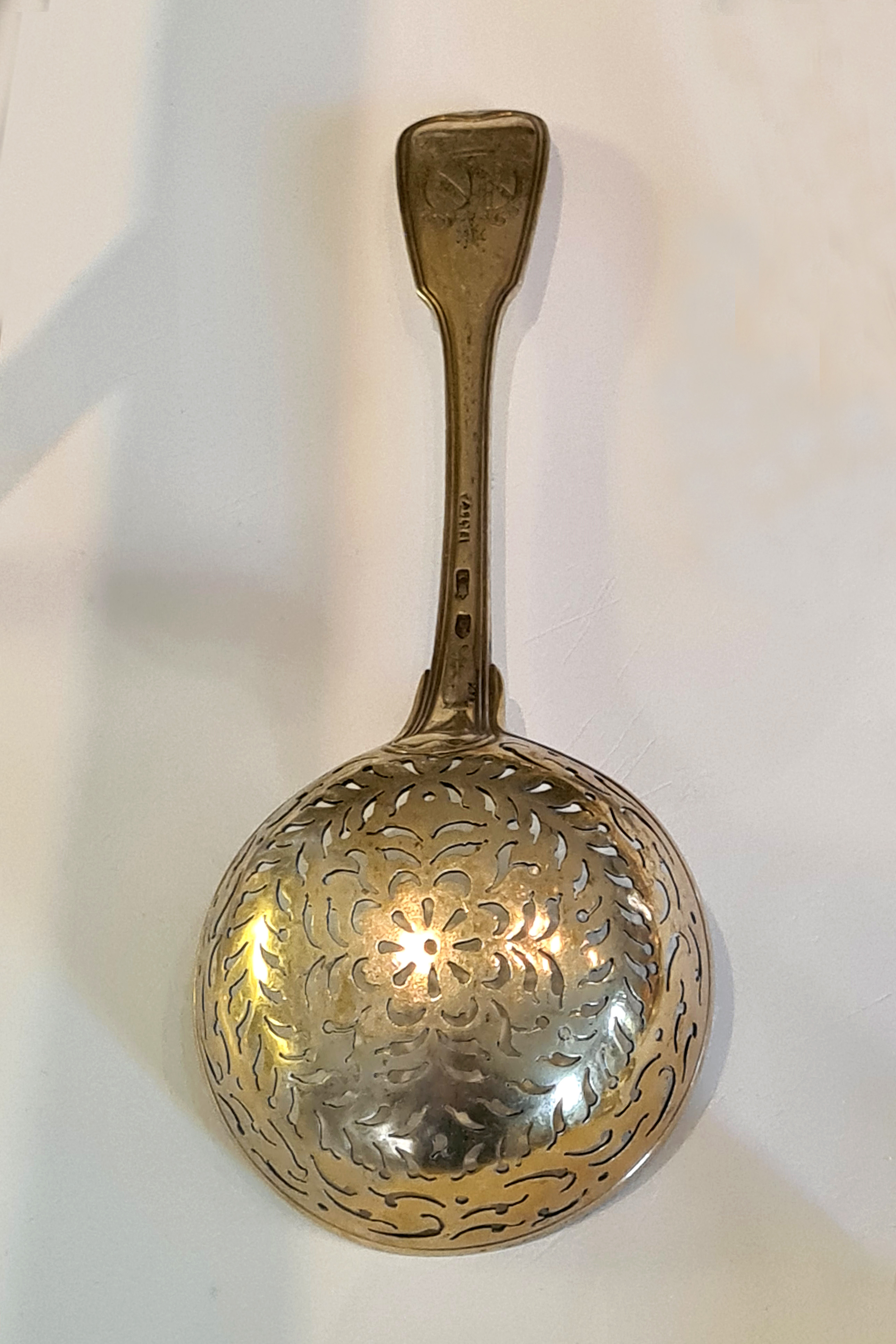
Cuiller à sucre en argent doré (1754).
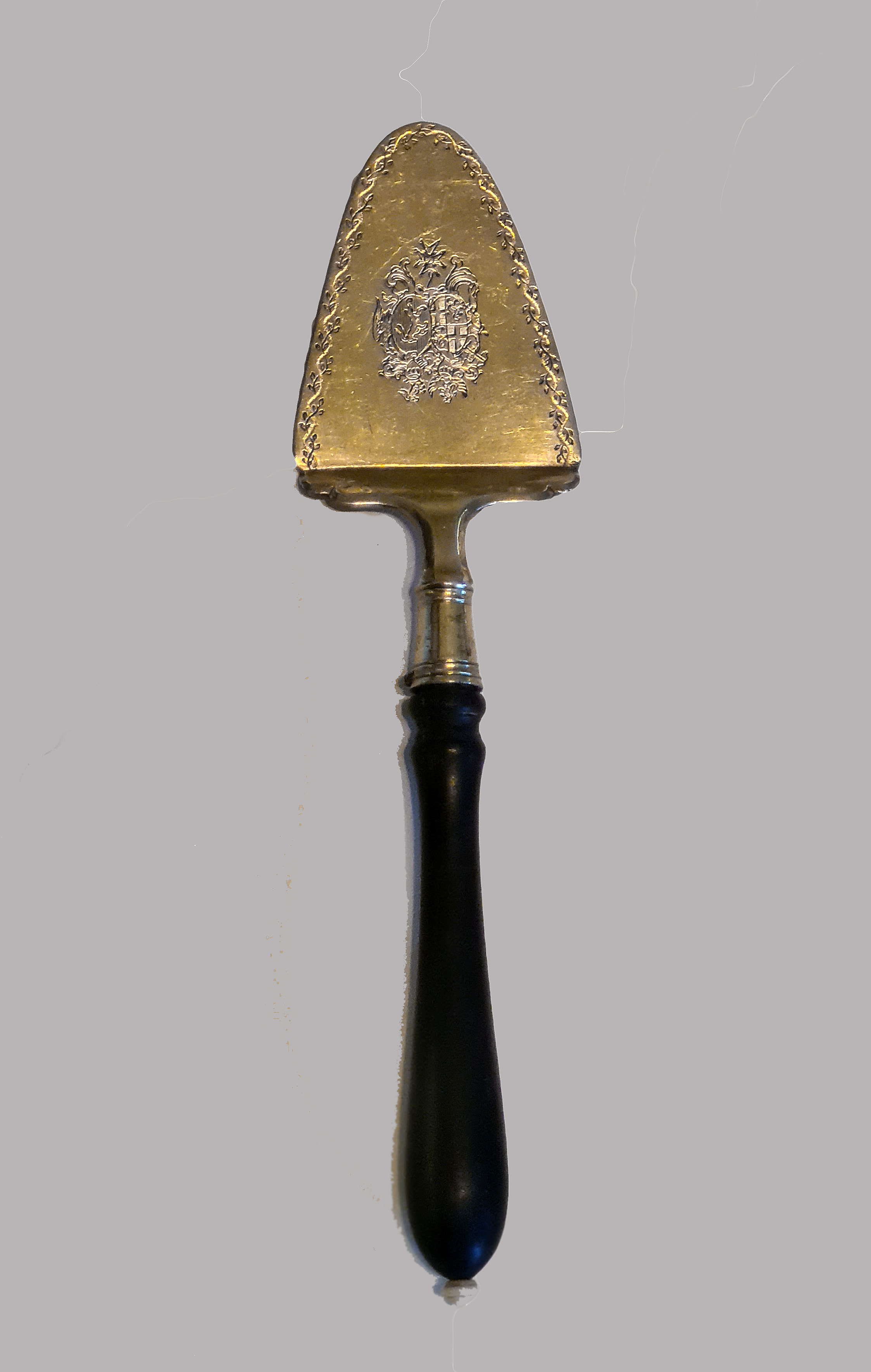
Pelle à beurre (1773).
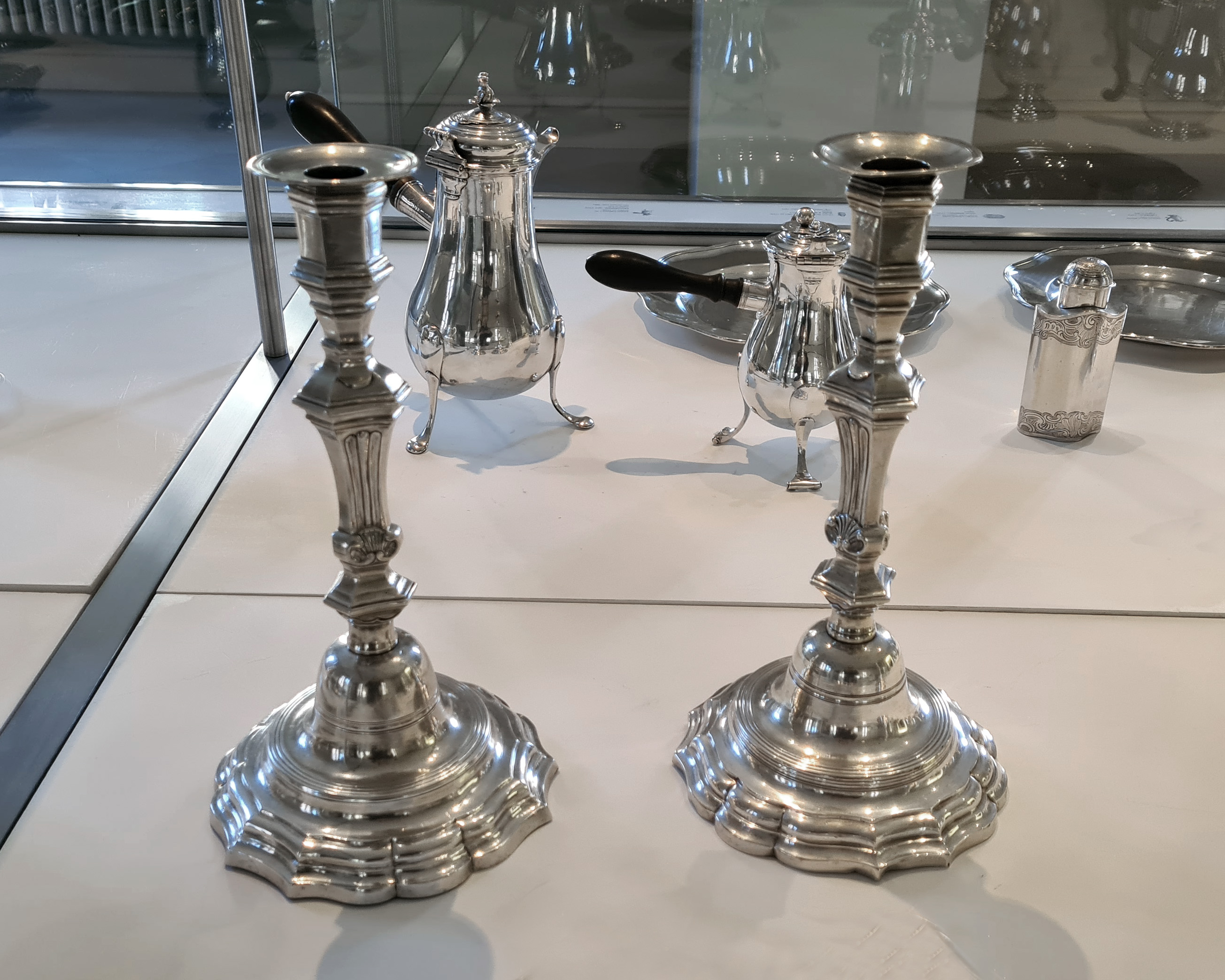
Paire de flambeaux en argent (1773 et 1784).
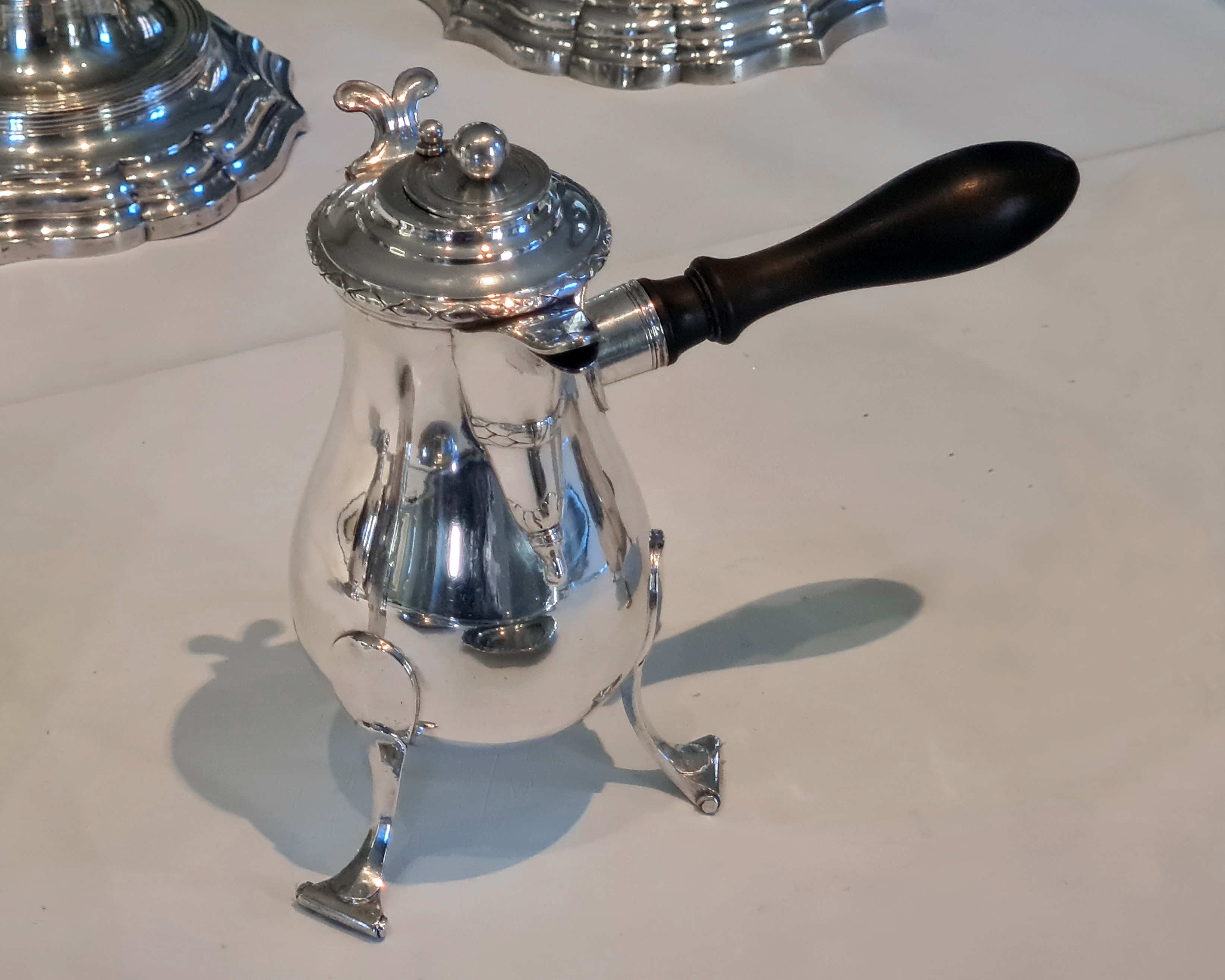
Chocolatière (vers 1775).
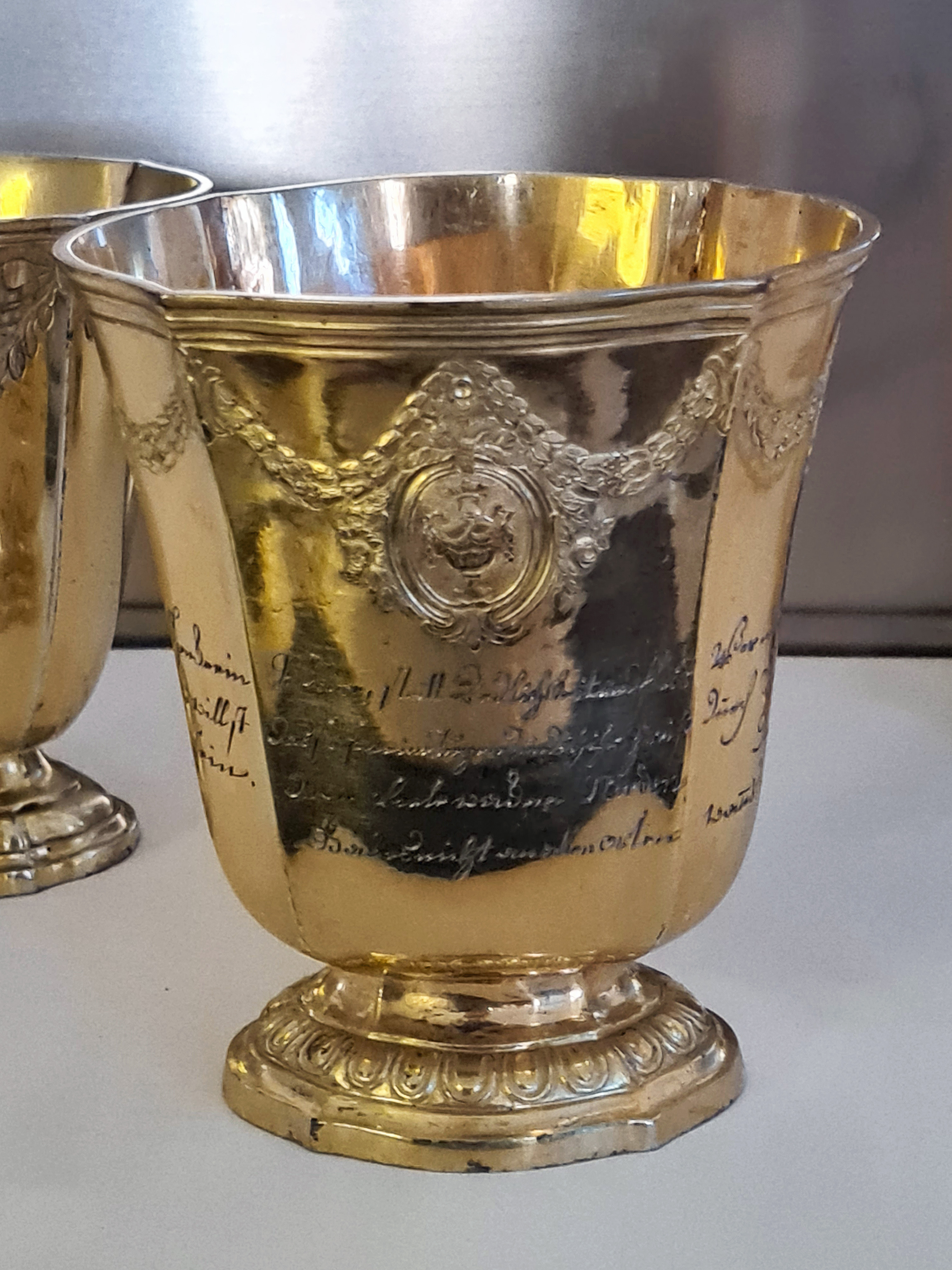
Gobelet ovale (1776).

Atelier dirigé par sa veuve après 1780.
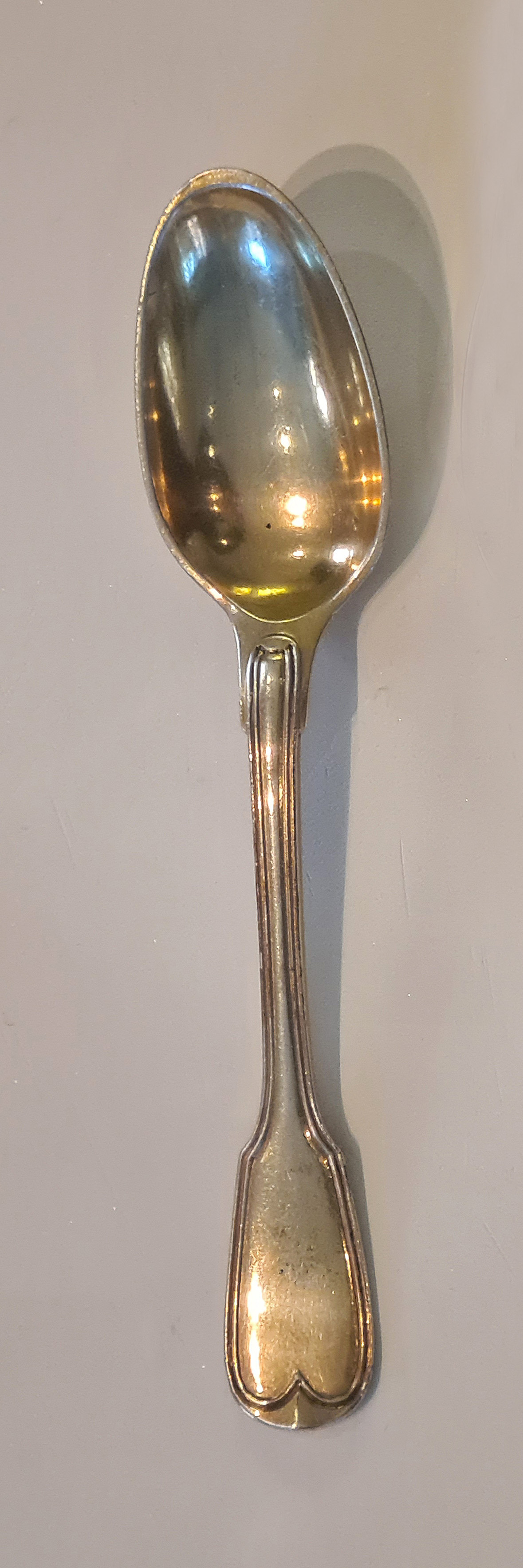
Cuiller (1784).
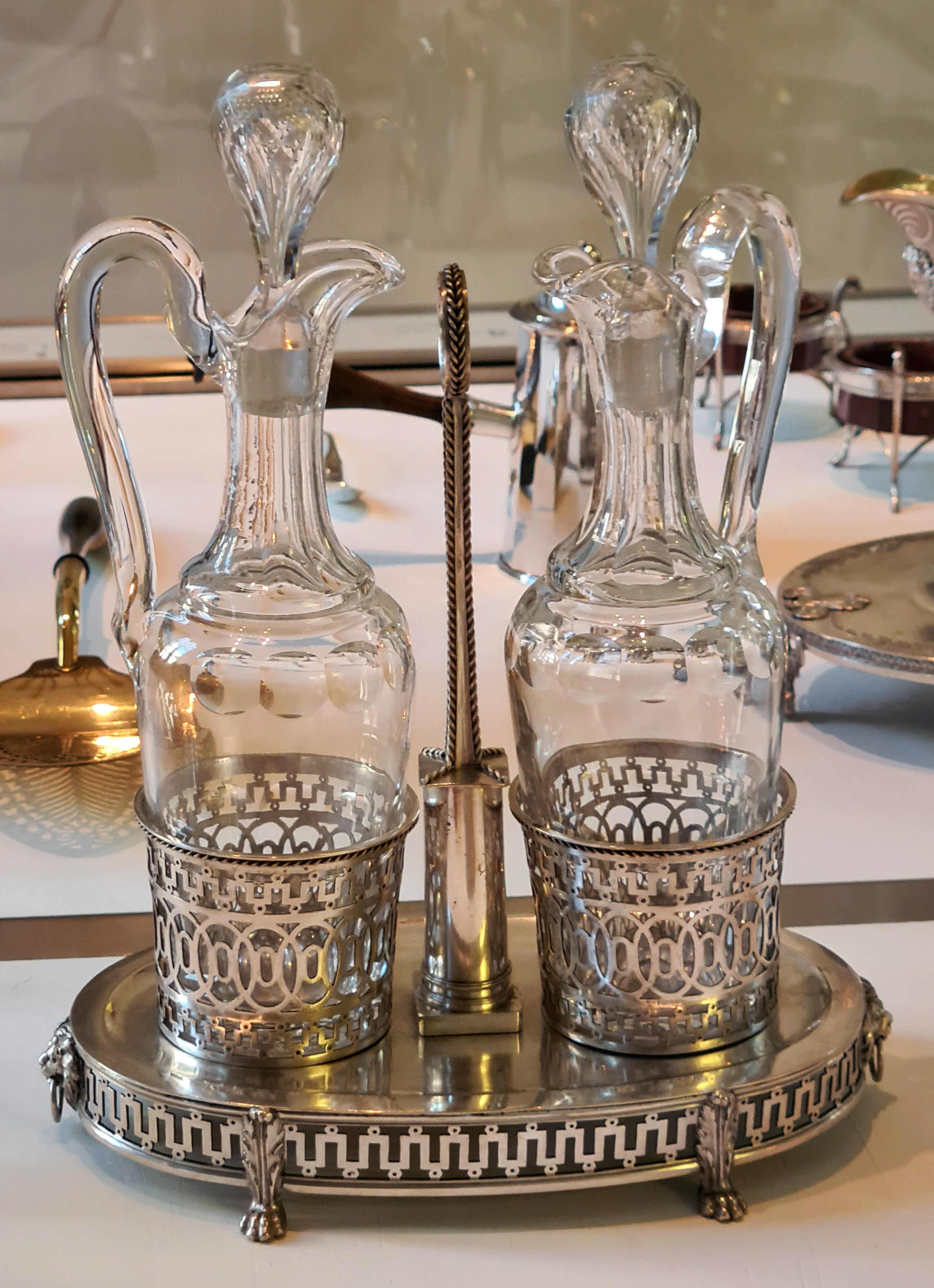
Huilier (1788).

Le Victoria and Albert Museum de Londres conserve un gobelet en argent doré réalisé en 1754.
On connaît de lui également un bougeoir de 1766 formant boîte à bessamim (de) (Havdalah), un type de bougeoir doté d'un petit tiroir à compartiments contenant les épices qui s'était répandu dans la communauté juive d'Alsace et de Lorraine.
Le musée du Louvre possède un couvert à dessert armorié en vermeil à spatule terminée de chaque côté par une coquille (vers 1769).
En 1777 il réalise un réchaud à alcool tripode en argent doré, figurant dans plusieurs expositions, à Strasbourg en 1948 (L'Alsace française 1648-1948) et à Paris (L'Orfèvrerie de Strasbourg) en 1964.